# Natalis Comes
Natale Conti o en latín Natalis Comes, también Natalis de Comitibus y en francés Noël le Comte (1520–1582) fue un mitógrafo, poeta, humanista e historiador italiano.

## Biografía
Su obra principal, Mythologiae, diez libros escritos en latín, fue publicada por primera vez en Venecia en 1567. Una supuesta edición de 1551 es falsa, como ha demostrado Barbara Carman Garner. La fecha de publicación de 1551 aún se cita con frecuencia, aunque erróneamente, en los estudios de finales del siglo XX y principios del XXI. La edición de 1567 se convirtió en una fuente estándar de mitología clásica en el renacimiento europeo posterior. Fue reimpresa en numerosas ediciones; después de 1583, se le añadió un tratado sobre las musas de Geoffroi Linocier. A finales del siglo XVII, su nombre era prácticamente sinónimo de mitología: un diccionario francés, al definir el término Mythologie, señaló que era la materia sobre la que escribió Natalis Comes.
Conti creyó que los poetas antiguos habían querido dar a entender en sus representaciones de mitos el que debían ser leídas como una alegoría, y en consecuencia construyeron intrincadas asociaciones genealógicas dentro de las cuales encontró capas de significado. Desde que Conti estuvo convencido de que la filosofía perdida de la Antigüedad clásica podía ser recuperada a través de la comprensión de estas alegorías, "Las versiones más apócrifas y extravagantes de cuentos clásicos y pseudo clásicos", señala Ernst Gombrich, "son mostrados y comentados aquí como la última sabiduría esotérica".
Adoptando un enfoque evemerista, Conti pensó que los personajes de la mitología eran seres humanos idealizados, y que las historias contenían ideas filosóficas sincretizadas a través de los siglos y veladas de tal modo que sólo los "iniciados" comprenderían su verdadero significado. Sus interpretaciones fueron compartidas a menudo por otros escritores renacentistas, sobre todo por Francis Bacon en su obra durante largo tiempo olvidada De Sapientia Veterum, 1609. En algunos casos, su interpretación podría parecer banal incluso en la mitología moderna: para Conti, el centauro representa "la naturaleza dual del hombre", tanto las pasiones animales como las facultades intelectuales más elevadas. Odiseo, por ejemplo, llega a ser un hombre común cuyos vagabundeos representan un ciclo de vida universal:

Conti crea una mitología ahistórica que espera que reconecte a sus lectores con su propio héroe arquetípico primordial. Asumió que sus lectores querían ver sus reflejos en el espejo literario del héroe griego arquetípico, pero cuando se miran en tal 'espejo', el reflejo debe ser desligado de su etnia e historicidad particular. Para Conti, el mito era un artefacto literario en el que el mitógrafo podía usar libremente su imaginación para reinventar el contenido literal en una especie de 'metatexto', que el intérprete reconstruye en su idealizado texto autoimaginado.

A pesar de sus excentricidades, o en virtud de ellas, el libro Mythologiae inspiró el uso del mito en varias formas de arte. Una segunda edición, impresa en 1568 y dedicada a Carlos IX, fue popular en Francia, donde sirvió como fuente para el Ballet comique de la Reine (1581), parte de las festividades nupciales en la corte. El Ballet fue un drama musical con baile inserto en una elaborada recreación de la isla de Circe. El texto conservado asociado al espectáculo presenta cuatro exposiciones alegóricas, explícitamente basadas en la obra de Comes: física o natural, moral, temporal y lógica o interpretativa.
La alegorización del mito fue criticada durante la era romántica; Benedetto Croce dijo que la literatura y el arte medieval y renacentista presentaban solo "la cáscara empobrecida del mito". Los manuales mitológicos del siglo XVI de Conti y otros llegaron a ser considerados como pedantes y carentes de una coherencia estética o intelectual.
Las críticas de Conti no fueron confinadas a los últimos tiempos: Joseph Scaliger, veinte años menor que él, lo llamó "un hombre completamente inútil" y aconsejó a Setho Calvisio no utilizarlo como fuente.
Conti, cuya familia (según su propia declaración) era originaria de Roma, nació en Milán. Se describía a sí mismo como "veneciano" porque su vida laboral transcurrió en Venecia.